# (1751) Herget
(1751) Herget – planetoida z pasa głównego planetoid okrążająca Słońce w ciągu 4 lat i 242 dni w średniej odległości 2,79 au. Została odkryta 27 lipca 1955 roku w Goethe Link Observatory (Indiana Asteroid Program) w Brooklynie w stanie Indiana. Nazwa planetoidy pochodzi od Paula Hergeta (1908–1981), amerykańskiego astronoma. Przed nadaniem nazwy planetoida nosiła oznaczenie tymczasowe (1751) 1955 OC.